# Statesman (azienda)

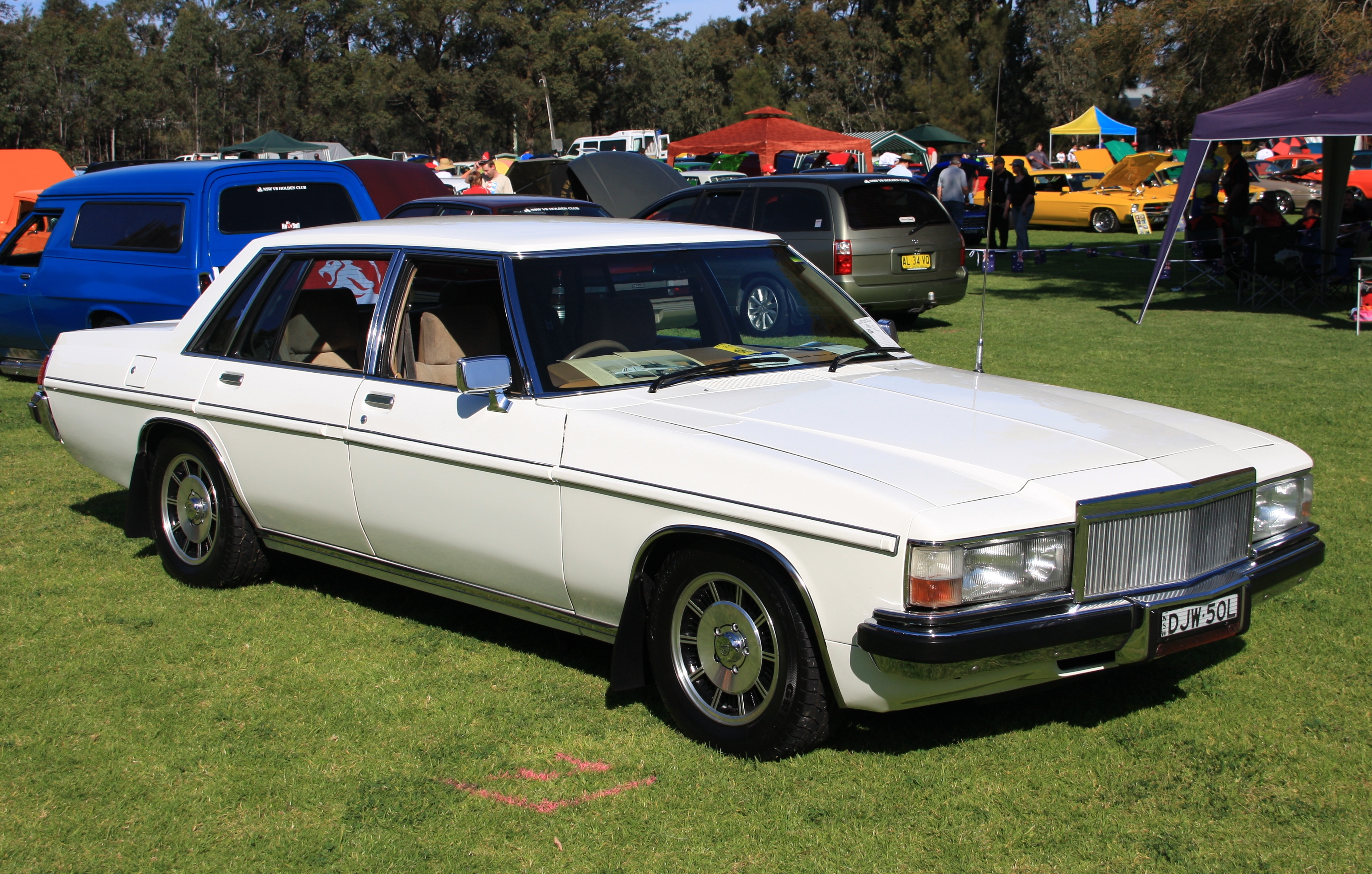
Statesman WB Caprice.

Statesman è un marchio automobilistico creato nel 1971 dalla Holden, casa australiana del gruppo General Motors, che fu utilizzato fino al 1984 per identificare versioni più lussuose delle berline Holden. 
I modelli furono 5: 
- serie HQ, prodotta dal 1971 al 1974;
- serie HJ, prodotta dal 1974 al 1976;
- serie HX, prodotta dal 1976 al 1977;
- serie HZ, prodotta dal 1977 al 1979;
- serie WB, prodotta dal 1980 al 1984.

Questa nomenclatura fu riutilizzata - come nome di modelli a marchio Holden - dal 1990 al 2010 assieme al nome Caprice.